# Estigmene albida
Estigmene albida là một loài bướm đêm thuộc phân họ Arctiinae, họ Erebidae.